# Los Chiles Airport
Los Chiles Airport är en flygplats i Costa Rica.   Den ligger i provinsen Alajuela, i den nordvästra delen av landet, 140 km nordväst om huvudstaden San José. Los Chiles Airport ligger 42 meter över havet.
Terrängen runt Los Chiles Airport är mycket platt. Runt Los Chiles Airport är det glesbefolkat, med 17 invånare per kvadratkilometer. Närmaste större samhälle är Los Chiles, 1,2 km väster om Los Chiles Airport. Omgivningarna runt Los Chiles Airport är en mosaik av jordbruksmark och naturlig växtlighet.